# Musikladen
Musikladen byl německý hudební televizní program, který byl vysílán v době od 13. prosince 1972 do 29. listopadu 1984. Celkem bylo odvysíláno asi 90 dílů, většina mezi lety 1974 a 1979. Tento hudební pořad původně nahradil hudební pořad Beat-Club a sám byl později nahrazen pořadem s názvem Extratour.
Všechny pořady vytvořila stanice Radio Bremen a režíroval je Michael Leckebusch. Pořad se zájmem sledovali také Českoslovenští diváci v západním pohraničí.
Obvykle každé vydání pořadu Musikladen obsahovalo několik živých vystoupení hostujících kapel nebo muzikantů. Pořad trval asi 45 minut. Některé díly byly delší a několik z nich i kratší. V 80. letech byly vedle živých vystoupení zařazovány i první videoklipy.
Záběry z tohoto programu lze dnes vidět na satelitním programu VH1 Classic. Vyšlo i několik DVD se záznamy vystoupení.

## Seznam hostů
- Chris Barber
- Chuck Berry
- Lynsey De Paul
- Johnny Cash
- Slade
- Lonnie Donegan
- Peter Skellern
- The Dubliners
- Chi Coltrane
- T. Rex
- Thin Lizzy
- Acker Bilk
- Timmy Thomas
- Anne Murray
- Chris Montez
- Johnny Rivers
- The New Seekers
- Turk Murphy
- Sha Na Na
- Roy Buchanan
- Neil Sedaka
- Donna Fargo
- Blood, Sweat & Tears
- Roxy Music
- Albert Hammond
- Bill Withers
- The Rolling Stones
- Marsha Hunt
- Monty Sunshine
- Suzi Quatro
- Billy Preston
- Joe South
- The Temperance Seven
- Ike & Tina Turner
- The Osmonds
- The New York Dolls
- Donovan
- Marie Osmond
- Country Joe McDonald
- The Doobie Brothers
- Donny Osmond
- Brian Ferry
- Stevie Wonder
- Sweet
- Ulrich Roski
- Lulu
- Vinegar Joe
- Dr. Hook & the Medicine Show
- Alexis Korner
- War
- Dave Brubeck
- Kiki Dee
- Teddy Wilson
- Stealers Wheel
- Terry Jacks
- Manfred Mann's Earth Band
- Mungo Jerry
- David Cassidy
- Kenny Ball
- Lesley Duncan
- Lionel Hampton
- Hudson Ford
- America
- Randy Newman
- Van Morrison
- Bachman–Turner Overdrive
- Johnny Winter
- Freddie King
- Leo Sayer
- Little Feat
- George Baker
- Ohio Players
- Stephanie de Sykes
- Sparks
- Duane Eddy
- Bay City Rollers
- The Rubettes
- Paper Lace
- ABBA
- Roger Glover
- The Seekers
- Showaddywaddy
- Smokie
- Gloria Gaynor
- The Drifters
- Fox
- Billie Jo Spears
- Mud
- Brotherhood of Man
- Natalie Cole
- Nat Gonella
- Teach-In
- Esther Phillips
- Pussycat
- Steeleye Span
- Middle of the Road
- Martha Reeves
- Sailor
- Billy Ocean
- Roberta Kelly
- Nazareth
- Amanda Lear
- Barbara Dickson
- Billy Swan
- Rod Stewart
- Hank Mizell
- Freddy Fender
- Lord David Dundas
- Sutherland Brothers
- Edwin Starr
- Boney M
- Dave Edmunds
- Johnny Wakelin
- The Real Thing
- Steve Harley & Cockney Rebel
- Roger Whittaker
- Labelle
- Twiggy
- BZN
- Sherbet
- Paul Nicholas
- Heart
- Patricia Paay
- Bonnie Tyler
- Thelma Houston
- The Ritchie Family
- Emmylou Harris
- Hall & Oates
- Heatwave
- Marilyn McCoo & Billy Davis Jr.
- Roberta Kelly
- Dolly Parton
- Baccara
- Tony Joe White
- Don Gibson
- Yvonne Elliman
- The Jacksons
- Luv'
- Laurent Voulzy
- Tina Charles
- Luan Peters
- Peter McCann
- Graham Bonnet
- Elkie Brooks
- Cherry Vanilla
- Carl Douglas
- The Runaways
- Tom Robinson Band
- Maxine Nightingale
- Blondie
- Sheila & B. Devotion
- Darts
- Judy Cheeks
- Grace Jones
- Marie Laforêt
- Meat Loaf
- Michael Zager Band
- The Ramones
- Clout
- The Platters
- The Village People
- Alicia Bridges
- Dan Hartman
- Chilly
- The Pointer Sisters
- Chic
- Rachel Sweet
- Loredana Berté
- Hot Gossip
- Gerard Kenny
- Joe Tex
- M
- Gibson Brothers
- First Choice
- Ironhorse
- Dolly Dots
- Patrick Hernandez
- Linda Clifford
- Sister Sledge
- Debbie Jacobs
- The Motels
- Sylvie Vartan
- Wilson Pickett
- Lene Lovich
- Bette Midler
- Dschinghis Khan
- Charlie Daniels Band
- Robert Palmer
- Tim Curry
- Racey
- Bad Manners
- Citizen Band
- Madness
- The Sugarhill Gang
- The Specials
- Marianne Faithfull
- Matchbox
- Charlie Dore
- Joe Bataan
- The Police
- The Bellamy Brothers
- The Knack
- Marti Webb
- Godley & Creme
- Garland Jeffreys
- The Vapors
- Maywood
- Desmond Dekker
- Barbara Dickson
- Skyy
- Captain & Tennille
- Dalida
- Eruption
- Jona Lewie
- Jimmy Ruffin
- The Pretenders
- Lipps Inc
- Amii Stewart
- Johnny Bristol
- Hoyt Axton
- Carlene Carter
- Dave Edmunds
- Judge Dread
- Cliff Richard
- Brothers Johnson
- Dr. Feelgood
- Hazel O'Connor
- Shakin' Stevens
- Kelly Marie
- Kool & the Gang
- The Boomtown Rats
- Dave Dudley
- Barclay James Harvest
- Telly Savalas
- Bad Manners
- The Gap Band
- Arabesque
- The Shadows
- Motörhead
- Queen
- LaToya Jackson
- Lio
- Tenpole Tudor
- Andy Gibb
- Kim Wilde
- Joe Dolce
- James Brown
- Fischer-Z
- The Tubes
- Commander Cody and His Lost Planet Airmen
- Dire Straits
- Pat Boone
- Electric Light Orchestra
- Kirsty MacColl
- Freddy Cannon
- Al Bano and Romina Power
- Olivia Newton-John
- Larry Gatlin
- Ray Charles
- Freddy Quinn
- Bobby Bare
- Little River Band
- Lacy J. Dalton
- Trini Lopez
- Altered Images
- The Tremeloes
- Alvin Stardust
- The Four Tops
- Toyah
- Kelly Groucutt
- Inner Circle
- Nona Hendryx
- Joan Jett & the Blackhearts
- Melanie
- Bill Wyman
- Don Williams
- A Flock of Seagulls
- Aneka
- Bananarama
- Fun Boy Three
- Tommy Overstreet
- Culture Club
- Anni-Frid Lyngstadová
- John Denver
- Wham!
- Melba Moore
- Haysi Fantayzee
- Janet Jacksonová
- Earth, Wind & Fire
- Bucks Fizz
- Joe Cocker
- Jennifer Warnes
- Missing Persons
- Frankie Smith
- La Compagnie Creole
- Claudja Barry
- Laura Branigan
- Tracy Ullman
- Phil Collins
- Del Shannon
- Nick Lowe
- Agnetha Fältskog
- Orchestral Manoeuvres in the Dark
- Robin Gibb
- The Bee Gees
- Rita Coolidge
- Barry Manilow
- Christopher Cross
- Jennifer Rush
- Eartha Kitt
- Waylon Jennings
- Donna Summer
- Musical Youth
- Howard Jones
- Trans-X
- Frankie Goes to Hollywood
- Randy Crawford
- Limahl
- Rock Steady Crew
- Charlene Tilton
- Twisted Sister
- Talk Talk
- Deniece Williams
- Thompson Twins
- Döf
- Shannon
- Tomas Ledin
- Spandau Ballet
- Sheila E.
- Evelyn Thomas
- Depeche Mode
- Ultravox
- Rick Springfield
- Savage Progress
- Duran Duran

## Kompletní playlist
Musikladen 01
13.12.1972
- Chris Barber's Jazzband - Ice cream
- Chris Barber's Jazzband - New York Town Blues
- Chuck Berry - School days
- Lynsey de Paul - Sugar me
- Lynsey de Paul - Getting a Drag
- Johnny Cash - San Quentin
- Insterburg + Co. -
- Everly Brothers - Dream, dream, dream (Oldie)
- Slade - Gudbuy to Jane
- Medicine Head -

Musikladen 02
10.01.1973
- Old Merrytale Jazzband - Beer Street Blues
- Old Merrytale Jazzband - It's tight like that
- Klaus Doldinger: Passport II - Mandragora
- King Earl Boogie Band - Stealin', stealin'
- Insterburg + Co. -
- Lonnie Donegan - Does your chewing gum loose his flavour?
- Peter Skellern - You're a lady
- Sonny + Cher - I got you babe (Oldie)

Musikladen 03
21.02.1973
- Dubliners - Kelly the boy
- Dubliners - Dublin in the green
- Schnuckenack Reinhardt Quintett - Sweet Georgia Brown
- Schnuckenack Reinhardt Quintett - The man I love
- Insterburg + Co. -
- Chi Coltrane - Thunder and lightning
- Chi Coltrane - I wanna dance
- T.Rex - 20th century boy
- Moody Blues - Nights in white satin (Oldie)

Musikladen 04
21.03.1973
- Fumble - Good golly, Miss Molly
- Thin Lizzy - Whiskey in the jar
- Mr. Acker Bilk -
- Timmy Thomas - Why can't we live together
- Insterburg & Co. - Wodka Rubel
- Anne Murray - Snowbird
- Chris Montez & Fumble - Let's dance
- Fumble - Jailhouse Rock (Oldie: live)
- Mr. Acker Bilk - South Rampart street parade

Musikladen 05
02.05.1973
- John Rivers - Memphis '72
- John Rivers - Rockin' pneumonia
- Mama Lion - Candy man
- Humpfrey Littleton - Doggin' around
- Insterburg & Co. -
- Lynsey de Paul - Doctor, doctor
- Crazy World Of Arthur Brown - Fire (Oldie)
- New Seekers - Pinball wizard

Musikladen 06
30.05.1973
- Turk Murphy + His Frisco Jazzband - 1919 rag
- Turk Murphy + His Frisco Jazzband - Snake Rag
- Sha Na Na - Yakety yag
- Aha Na Na - Sea cruise
- Sha Na Na - Hound dog
- Roy Buchanan - Sweet dreams
- Ofarim + Winter - Why red don't you worry
- Neil Sedaka - Standing on the inside
- Dave Dee & Co. - The legend of Xanadu (Oldie)
- Donna Fargo - Happiest girl
- Blood, Sweat and Tears - Sail away
- Roxy Music - Virginia plain

Musikladen 07
03.10.1973
- Chris Barber's Jazzband -
- Albert Hammond - Everything I want to do
- Ekseption -
- Bill Withers - Harlem
- Insterburg & Co. - Winterlied
- Ingo Insterburg - Ich liebte ein Mädchen...
- The Rolling Stones - Silvertrain (Frisch vom Band)
- Albert Hammond - Free Electric Band
- Marsha Hunt - Keep the customers satisfied (Oldie: Beat Club)

Musikladen 08
31.10.1973
- Monty Sunshine - Sweet Sue
- Neil Sedaka - Our last song together
- Suzi Quatro - 48 crash
- Billy Preston - In outer space
- Insterburg & Co. - Raucherhusten-Blues
- Demon Thor - Just one little moment
- Truck Stop - Orange blossom special
- David Essex - Rock on
- Joe South - Games people play
- The Temperance Seven - You drive me crazy
- The Temperance Seven - Nobody's sweetheart

Musikladen 09
05.12.1973
- Max Colly -
- Ingeborg Thompson & Max Colly - Cakewalking babies from home
- Ike & Tina Turner - Nutbush city limits
- Hors Lips - High limits
- Osmonds - One way ticket to anywhere
- The New York Dolls - I'm looking for a kiss
- Donovan - Only the Blues
- Marie Osmond - Paper Roses
- Arthur Conley - Sweet soul music (Oldie: Beat Club)
- Max Colly -

Musikladen 10
23.01.1974
- Abbi Hübner - Panama Rag
- Country Joe McDonald - Going down old dusty road
- The Doobie Brothers - China grove
- Donny Osmond - When I fall in love
- Chi Coltrane - Who ever told you
- Insterburg & Co. - Jägerlied
- Bryan Ferry - A hard rain's gonna fall
- Stevie Wonder - Living in the city
- Dave Dee & Co. - Hold tight (Oldie)
- Stevie Wonder - Superstition

Musikladen 11
20.02.1974
- Leinemann - The First National Ragtime
- Leinemann - Grandma
- Judy Pulver - Sing for your supper
- Leo Sayer - The show must go on
- The Sweet - Teenage rampage
- Judy Pulver - Dancing on the moon
- Ulrich Roski - der kleine Mann von der Straße
- Lulu - The man who sold the world
- Alex Welsh and his Jazzband - Too-Too-Toosie goodbye
- Vinegar Joe - Proud to be a honky woman
- Scott McKenzie - San Francisco (Oldie: Beat Club Nov. 1967)
- Alex Welsh and his Jazzband -

Musikladen 12
20.03.1974
- Dutch Swing College Band -
- Dr. Hook & The Medicine Show - At the freaker's ball
- Alexis Korner -
- War - Baby brother
- Alexis Korner - Midnight special
- Dave Brubeck -
- Schubert & Black - Versöhnung never
- Kiki Dee - Amouruse
- Dutch Swing College Band & Teddy Wilson - Honeysuckle rose
- The Walker Brothers - The sun ain't gonna shine anymore (Oldie: Okt. 1966)
- Dutch Swing College Band - Riverboat suffer

Musikladen 13
14.04.1974
- Benny Waters & Trevor Richards Trio & Marie-Ange Martin - Avalon
- New York City - Quick, fast, in a hurry
- Stealers Wheel - Stars
- Terry Jacks - Seasons in the sun
- Schobert + Black - Schnadahüpferl
- Bobbie Wright + The Tennessee Mountain Boys - Everybody needs a rainbow
- Manfred Mann's Earth Band - Buddha
- Sonny + Cher - Little man (Olide)
- Karl Dall -

Musikladen 14
15.05.1974
- Mungo Jerry - All right, all right, all right
- David Cassidy - Rock me baby
- Kenny Ball and The Jazzmen - Entertainer
- Lesley Duncan - My soul
- Mungo Jerry - Long legged woman dressed in black
- Lionel Hampton - Won't you come along with me
- Schubert & Black - Ich und die kranke Umwelt
- Wilma Reading - There is something about you
- Hudson Ford - Crying Blues
- Donovan - Catch the wind (Oldie: Mrz. 1965)
- Kenny Ball and The Jazzmen - Shine

Musikladen 15
13.11.1974
- America - Mad dog
- Randy Newman - Old Kentucky home
- Roxy Music - All I want is you
- Ike & Tina Turner - Get it on
- Insterburg & Co. - Der Nachbar von Nebenan
- Insterburg & Co. - Völkerverbindendes Lied
- Insterburg & Co. - Das wird ein Hit
- Van Morrison - Bows
- The Sweet - Turn it down
- Bachmann Turner Overdrive - You ain't seen nothing yet
- Mountain Village Jazzmen - I've got the feeling I'm falling
- Dave Davies - Death of a clown (Oldie: Jul. 1967)

Musikladen 16
18.12.1974
- Turk Murphy and His Frisco Jazzband - Fifty miles in San Francisco
- Johnny Winter - Boney Maroney
- The Guinnes Flint - C'est la vie
- Freddy King - Shake your Bootie
- Schobert + Black - Die Fernsehshow
- The World's Greatest Jazzband -
- Leo Sayer - Long tall glasses
- Kiki Dee Band - I got the music in me
- Wilma Reading - You can have a party
- The Cream - Strange brew (Oldie: Beat Club Mai 1967)
- Turk Murphy and His Frisco Jazzband - When you're smiling

Musikladen 17
05.02.1975
- Jaap Dekker Boogie Set - Stumping horses
- Little Feat - Oh Atlanta
- Billy Preston - Nothing from nothing
- George Baker Selection - Little Paraguayo
- John Simon's One-Man-Band - What I say
- Tommy Fortmann - Try again
- Ohio Players - Fire
- Stephanie de Sykes - Only love
- Sparks - Something for the girl with everything
- The Kinks - Mr. Pleasant (Oldie: Beat Club Mai 1967)
- Jaap Dekker Boogie Set - Soul Boogie No. 1

Musikladen 18
30.04.1975
- Jaap Dekker Boogie Set -
- Chris Barber's Jazzband - Take the A train
- Bachmann Turner Overdrive - You ain't seen nothing yet
- Duane Eddy - Peter Gunn
- Bay City Rollers - Bye bye baby
- Insterburg + Co. - Sexy Marie
- Insterburg + Co. - Geige
- Insterburg + Co. - Durchmarsch
- Osmonds - Rock 'n' Roll medley
- Joey Dyser - Onehundred years
- Bachmann Turner Overdrive - Rollin' down the highway
- Duane Eddy - Play me like you play your guitar
- Manfred Mann - Mighty quinn (Oldie: März 1968)
- Chris Barber's Jazzband - Midnight special

Musikladen 19
11.06.1975
- Bachmann Turner Overdrive -
- Jimmy Walker - Behind closed doors
- Dizzy Man's Band - The opera
- Bill Clifton - Turn your radio on
- Hank the Knife and the Jets - Guitar King
- George Baker Selection - Una paloma blanca
- Raymond Froggatt - Calow la vita (Oldie: Juli 1968)
- Berel House Jazzband - Monia Moners

Musikladen 20
20.08.1975
- 10cc - I'm not in love
- Spooky & Sue - You talk too much
- Zenda Jacks - Earthquake
- Bay City Rollers - Give a little love
- Johnny Nash - Tears on my pillow
- Rubettes - Foe-dee-oh-dee
- The Cats - Like a Spanish song
- Paper Lace - So what I am
- ABBA - S.O.S.
- Roger Glover - Love is all
- Creedence Clearwater Rivival - Proud Mary (Oldie: März 1969)
- The Seekers - Sparrow song
- The Seekers - Let's break this chains

Musikladen 21
30.08.1975 (Live IFA 1975)
- Tumbleweeds - Reno
- Alexis Korner - One Scotch, one Burbon, one beer
- Alexis Korner - Slow down
- Alexis Korner - Diamonds in the rough
- Alexis Korner - Get off of my cloud
- Bill Clifton & The Echo Mountain Band - Sunny side of life
- Bill Clifton & The Echo Mountain Band - Come by the hills
- Bill Clifton & The Echo Mountain Band - The lonely heart Blues
- Bill Clifton & The Echo Mountain Band -
- Toumbleweeds - California cotton fields
- Toumbleweeds - Somewhere between
- Bill Clifton & Alexis Korner - Praise the lord

Musikladen 22
15.10.1975
- Typically Tropical - Barbados
- Afric Simone - Ramaya
- Alain Barrière & Noëlle Cordier - Tu t'en vas
- Showaddywaddy - Rock and Roll music
- Showaddywaddy - Three steps to heaven
- Smokie - If you think you know how to love me
- Mariska Veres - Take me high
- Freddie King - Boogie bump
- Gloria Gaynor - Do it yourself
- The Drifters - There goes my first love
- The Hollies - Jennifer Eccles (Oldie: Beat Club Apr. 1968)
- George Baker Selection - Morning sky

Musikladen 23
17.11.1975
- Fox - He's got magic
- Bay City Rollers - Money, honey
- Bonnie St. Claire & Unit Gloria - Rocco (don't go)
- Billie Jo Spears - Blanket on the ground
- The Strange Creek Singers - Bugle call Rag
- Mud - L' L' Lucy
- Brotherhood of Man - Kiss me, kiss your baby
- Hank The Knife & The Jets - Stan the gunman -
- Natalie Cole - This will be
- Ike & Tina Turner - Delila's power
- Johnny Cash - I walk the line (Oldie: 1955 - Aufnahme 1972)
- Nat Gonella & Ted Easton's Jazzband - Oh Mona

Musikladen 24
22.12.1975
- Showaddywaddy - Heartbeat
- Black Blood - A.I.E.
- Smokie - Don't play your Rock 'n' Roll to me
- Teach-In - Goodbye love
- Ester Phillips - What a diff'rence a day makes
- Pussycat - Mississippi
- Piet Veerman - Rollin' on a river
- Etta Cameron - I'm a woman
- The Walker Brothers - No regrets
- Long Tall Ernie & The Sharers - Operator, operator get me a line
- The Seekers -
- Bee Gees - New York mining desaster 1941 (Oldie: Beat Club Mai 1967)
- The Seekers - Break this chance

Musikladen 25
06.03.1976
- Two Man Sound - Charly brown
- Ferrari - Sailor boy
- ABBA - Mamma mia
- Sailor - A glass of champagne
- George Baker Selection - Send me your pillow
- George Baker Selection - Open up your heart
- Shaun Cassidy - Morning girl
- Jackie Carter - Treat me like a woman
- Steeleye Span - All around my hat
- Surprise Sisters - La Booga Rooga
- The Walkers - I wasn't born in Tennessee
- Kristine - Devil woman
- Middle Of The Road - Everybody loves a winner
- Gerard Lenorman - La ballade des gens heureux
- Martha Reeves - Higher and higher
- Sailor - Girls girls girls
- ABBA - Fernando
- Small Faces - Itchycoo Park (Oldie: Beat Club 1967)
- Ferrari - Woogie Boogie

Musikladen 26
29.05.1976
- Billy Ocean - Love really hurts without you
- Roberta Kelly - Love power
- Nazareth - Love hurts
- Die Goldene 11 - Ein Kuß nach Ladenschluß
- Amanda Lear - La Bagarre
- Barbara Dickson - People get ready
- Pussycat - Georgie
- Billy Swan - Just want to taste you wine
- Dr. Jaeger - Passkontrolle
- Andrea True Connection - More, More, More (Video)
- Anita Meyer - The alternative way
- Rod Stewart - Tonight's the night
- The Jimi Hendrix Experience - Hey joe (Oldie)
- Rudolf Rock & Die Schocker - Sexy hexy
- Rudolf Rock & Die Schocker - Steiler Zahn
- Rudolf Rock & Die Schocker - Wir machen 'ne Party

Musikladen 27
21.08.1976 (The best of ABBA)
- ABBA - Waterloo
- ABBA - Honey honey
- ABBA - Tropical loveland
- ABBA - S.O.S.
- ABBA - Chiquitita (1979)
- ABBA - Rock me
- ABBA - Dancing queen
- ABBA - Mamma mia
- ABBA - I've been waiting for you
- ABBA - Take a chance on me (Am laufenden Band 1978)
- ABBA - Fernando
- ABBA - So long

Musikladen 28
18.09.1976
- ABBA - Dancing queen
- Black Blood - Kirie Kirio
- Hank Mizell - Jungle Rock
- Madâme - Do it now
- Freddy Fender - Wasted days and wasted nights
- David Dundas - Jeans on
- Suzi Quatro - Tear me apart
- Sutherland Brothers & Quiver - Arms of Mary
- Edwin Starr - Accident
- Gilly Mason - Everyday I have to cry
- Bill Amesbury - Sugar pie
- Showaddywaddy - Trocadero
- Dana - Fairytale
- Boney M. - Daddy cool
- Dave Edmunds - Here comes the weekend
- Sailor - Cool breeze
- The Equals - I won't be there (Oldie)
- Sailor - Stiletto heels

Musikladen 29
16.10.1976
- Johnny Wakelin - In Zaire
- Spooky & Sue - You talk too much
- Billy Ocean - L.O.D.
- The Real Thing - Can't get by without you
- Steve Harley - Here comes the sun
- Tina Charles - Dance little lady dance
- Pussycat - Smile
- Twiggy - Appalachian Boy
- Air Bubble - Racing car
- Long Tall Ernie & The Shakers - Allright
- Roger Whittaker - Indian lady
- Leo Sayer - You make me feel like dancing
- La Belle - Lady marmelade / Get you somebody new
- Steppenwolf - Born to be wild (Oldie)
- The Beatles - Paperback writer (Video)
- Twiggy - Here I go again
- Ferrari - Monza

Musikladen 30
11.12.1976
- Ebony - Don't Boogie Mr. Tango
- BZN - Mon amour
- Etta Cameron - Wild widow
- Sherbet - Howzat
- Frederic Francois - Fanny, fanny (Chicago)
- Joe Dunnet & The New Renegades - Cadillac
- Teach In - Upside down
- Paul Nicholas - Dancing with the captain
- Heart - Magic man
- Yancey - Making music for money
- Sutherland Brothers & Quiver - Secrets
- Boney M. - Sunny
- Cat Stevens - Lady D'arbanville (Oldie: Beat Club 1970)
- The Who - Substitute (Video)
- The Sweet - Lost angels

Musikladen 31
12.02.1977
- Levelets - He, comment ça va
- Patricia Paay - Who's that lady
- Champagne - Rock 'n Roll star
- Heathermae - Keep on dancin'
- Bonnie Tyler - Lost in France
- Manhattans - Kiss and say goodbye / Kind-a miss you
- Jeanette ¿Porque te vas? -
- Kursaal Flyers - Little does she know
- Puhdys - Wenn ein Mensch lebt (LP-Tip)
- Puhdys - Reise zum Mittelpunkt der Erde
- Amanda Lear - Blood and honey
- David Dundas - Another funny honeymoon
- Thelma Houston - Don't leave me this way
- Robin Gibb - Saved by the bell (Oldie: Beat Club 1969)
- Ritchie Family - Life is music
- Ritchie Family - Best disco in town

Musikladen 32
26.03.1977
- Dream Express - In a million 1, 2, 3
- Pastell - Sentimental song
- Emmylou Harris - C'est la vie
- Billy Ocean - Red light
- Dream Express - Take it all
- Margaret Cowie - Cathedrals
- Hall & Oates - Rich girl (LP-Tip)
- BZN - Don't say goodbye
- 5000 Volts - Light the flame of love
- Monika Hauff & Klaus-Dieter Hankler - Als ich Dich heute wiedersah
- Heat Wave - Boogie nights
- Art Sullivan & Kiki - Et si tu pars
- Chris Spedding - Pogo dancing
- Marilin McCoo & Billy Davis Jr. - You don't have to be a star
- The Hollies - Sorry suzanne (Oldie: Beat Club Marz. 1969)
- Rudolf Rock & Die Schocker - Yakety yak
- Rudolf Rock & Die Schocker - Mein Hobby heißt Bobby

Musikladen 33
21.05.1977
- Dead End Kids - Have I the right
- Al Sharp - I'm never gonna leave you
- Roberta Kelly - Zodiacs
- Dolly Parton - Jolene
- Baccara - Yes sir, I can Boogie
- Twiggy - Rings
- Pussycat - My broken souvenirs
- The Cats - Save the last dance for me
- Tony Joe White - Swamp Boogie
- Don Gibson - It's all over
- The Four Seasons - Down the hall
- Boney M. - Ma Baker
- Yvonne Elliman - Love me
- The Four Seasons - Rag doll
- The Jacksons - Enjoy yourself
- George Baker Selection - Beautiful rose

Musikladen 34
13.08.1977
- Mr. Walkie Talkie - Be my Boogie Woogie baby
- Luv' - My man
- Etta Cameron - You gotta move
- Laurent Voulzy - Rockcollection
- Showaddywaddy - You've got what it takes
- Bonnie Tyler - Heaven
- Dana - Put some words together
- Amanda Lear - Queen of Chinatown
- Heart - Barracuda (LP-Tip: aus «Little queen»)
- Baccara - Sorry, I'm a lady
- Tina Charles - Falling in love with summertime
- Veronica Unlimited - What kind of dance is this?

Musikladen 35
08.10.1977
- La Belle Epoque - Black is black
- Teach-In - See the sun
- Luan Peters - Love countdown
- Dr. Hook - Walk right in
- Peter McCann - Do you wanna make love
- Lesley Hamilton - Lover man
- Leroy Gomez - Don't let me be misunderstood
- Jeanette - Porque voy cambiar
- Cliff Nelson - Circles
- Freddy Lancee - Rock 'n' Roll heart
- Graham Bonnet - It's all over now, Baby Blue
- Sheila - Love me baby
- Elkie Brooks - Pearl's a singer (LP-Tip)
- Smokie - Needles and pins
- Boney M. - Belfast
- Amen Corner - Bend me, shape me (Oldie)
- Long Tall Ernie & The Shakers - Do you remember

Musikladen 36
03.12.1977
- The Lovemachine - Funky tambourine
- Cherry Vanilla - The Punk
- Al Sharp - One third love, two thirds pain
- Showaddywaddy - Dancing party
- Hearthermae - You don't need me
- Dead End Kids - Glad all over
- Carl Douglas - Run back
- The Runaways - Schooldays
- Eruption - I can't stand the rain
- Noosha Fox - Georgina Bailey
- Roxy Music - Virginia plain (LP-Tip: aus «Greatest hits»)
- La Bande a Basile - Les Chansons Françaises
- Pussycat - If you ever come to Amsterdam
- The Beach Boys - Surfin' U.S.A. (Oldie)
- Cafe Creme - Unlimited Citations - The Beatles Disco Medley

Musikladen 37
19.01.1978
- Tom Robinson Band - 2-4-6-8 motorway
- Bonnie Tyler - It's a heartache
- Patrick Gammon - Satisfaction
- Patricia Paay - Livin' without you
- Panama - Nights in white satin
- Maxime Nightingale - Will you be my lover
- Jack Jersey - She was dynamite
- Art Sullivan & Kiki - L'amour à la Française
- Blondie - X offender (LP-Tip)
- Sheila & B. Devotion - Singing in the rain
- Baccara - Darling
- Johnny Cash - Jackson (Oldie: Sep. 1972)
- Tina Turner - Acid queen

Musikladen 38
23.03.1978
- Darts - Come back my love
- Judy Cheeks - Mellow lovin'
- The Pirates - Gibson Martin Fender
- Vivian Arden - Faisons l'amour
- Plastic Bertrand - Ça plane pour moi
- Grace Jones - La vie en rose
- Suzi Quatro - If you can't give me love
- Amanda Lear - Follow me
- Blondie - Denis
- Boney M. - By the rivers of Babylon
- Pat Hall - La la jump
- The Bee Gees - I've gotta get a message to you (Oldie: Beat Club Nov. 1968)
- Raffaela Carrà - Tanti auguri

Musikladen 39
01.06.1978
- Valentino - Evening in Calais
- American Eagles - Kokka (Amor, amor)
- Vanessa Di Selva - Money love
- Timothy Touchton - I love you more than my wife
- La Bionda - One for you, one for me
- Lesley Hamilton - No Hollywood movie
- Marie LaForet - Harmonie
- Gilla - Bend me, shape me
- Meat Loaf - You took the words right out of my mouth (LP-Tip: aus «Bat out of hell»)
- Baccara - Parlez-vous Français (Version française)
- Sailor - All I need is a girl
- Michael Zager Band - Let's all chant
- Nadine Expert - I wanna be a Rolling Stone
- Pretty Maid Company - In the mood
- Amen Corner - (If paradise) half as nice (Oldie: Beat Club 1969)
- Pussycat - The same old song
- Showaddywaddy - I wonder why

Musikladen 40
13.06.1978 (Revue 1977/78)
- Eruption - I can't stand the rain
- Leroy Gomez - Don't let me be misunderstood
- Grace Jones - La vie en rose
- Elkie Brooks - Pearl's a singer
- Smokie - Needles and pins
- Bonnie Tyler - Heaven - It's a heartache
- Suzi Quatro - If you can't give me love
- La Bionda - One for you, one for me
- Sheila & B. Devotion - Love me baby - Singing in the rain
- Plastic Bertrand - Ça plane pour moi
- Amanda Lear - Queen of Chinatown
- Meat Loaf - You took the words right out of my mouth
- Boney M. - Belfast - Rivers of Babylon
- Tina Turner - Acid queen

Musikladen 41
21.09.1978
- Antonia - La Bamba
- Ritchie Family - American generation
- Eruption - Leave a light
- Marc Seaberg - Looking for freedom
- Clout - Substitute
- Plastic Bertrand - Bambino
- Luv' - You're the greatest lover
- Romones - Sheena is a Punkrocker (LP-Tip: aus «Rocket to Russia»)
- The Surfers - Windsurfing
- Blondie - (I'm touched by your) Presence, dear
- Sheila & B. Devotion - You light me fire
- Bachman Turner Overdrive - You ain't seen nothing yet (Oldie: Musikladen Nov. 1974)
- Boney M. - Rasputin

Musikladen 42
16.11.1978
- Ramona Wulf - Parlez-moi d'amour
- Rhonda - He's the one
- Girlie - Andy
- The Platters - Only you '78
- Bonnie Tyler - My guns are loaded
- Baccara - The devil sent you to Lorado
- Renee - Sweet nothings
- Tom Cunningham - Don't you cry
- Amanda Lear - The Sphinx
- Mistral - Neon city
- Snoopy - No time for a Tango
- Karen Cheryl - Sing to me mama
- Sonny & Cher - Then he kissed me (Oldie: Beat Club Sep. 1966)
- Village People - Y.M.C.A.

Musikladen 43
14.12.1978
- Zebra Crossing - We're going places
- Alicia Bridges - I love the night life
- La Bionda - Baby make love
- Dan Hartman - Instant reply
- Super - Gigolo
- Clout - You've got all of me
- Emly Starr - No no sheriff
- Jimmy «Bo» Home - Let me (be your lover)
- Patricia Paay - Malibu
- Luv' - Trojan horse
- Chilly - For your love
- Romy Haag - Super paradise
- Lynsey de Paul - Sugar me (Oldie: Musikladen Aug. 1972)
- Teach In - Dear John

Musikladen 44
25.01.1979
- Dollar - Shooting star
- Rocky Sharpe & The Replays - Rama lama ding dong
- Lesley Hamilton - You gotta move
- Steve Collins - Life is a game
- Pointer Sisters - Angry eyes
- Chíc - Le freak
- Rachel Sweet - B-A-B-Y
- Loredana Berté - Dedicato
- Darts - Get it
- Sarah Brightman & Hot Gossip - I lost my heart to a starship trooper
- D. D. Sound - 1-2-3-4 gimme some more
- The Jacksons - Blame it on the Boogie
- The Sweet - Teenage rampage (Oldie: Musikladen Feb. 1974)
- Hansje - Silex pistols piew piew

Musikladen 45
22.03.1979
- Blondie - Heart of glass
- Gloria Gaynor - I will survive
- Sheila B. Devotion - Seven lonely days
- Renee - Whole lotta shakin' goin' on
- Luv' - All you need is Luv
- ABBA - Chiquitita
- The Sweet - Call me
- Clout - Save me
- Gerard Kenny - New York, New York
- Amanda Lear - Fashion pack
- Tina Turner - Viva la money
- Rolling Stones - We love you (Oldie: Aug. 1967)
- Boney M. - Holiday
- Village People - In the Navy

Musikladen 46
17.05.1979
- Saragossa Band - Rasta man
- Moulin Rouge - Holiday
- Bay City Rollers - Turn on the radio
- Belle Epoque - Jump down
- Suzi Quatro - Don't change my luck
- Dana - Something's cookin' in the kitchen
- Champagne - That's life
- Joe Tex - Loose caboose
- Baccara - Body talk
- Luv' - Casanova
- M - Pop muzik
- Romy Haag - Showtime
- Gibson Brothers - Cuba
- Walker Brothers - Land of 1000 dances (Oldie: Mai 1966)
- Teach In - The robot

Musikladen 47
12.07.1979
- Blondie - Sunday girl
- First Choice - Great expectations
- Edwin Star - H.A.P.P.Y. radio
- Ironhorse - Sweet Lui-Louise
- Tata Vega - I just keep thinking about you
- Blonde on Blonde - Whole lotta love
- Kevin Keegan - Head over heels in love
- Gaby - I'm a lover not a fighter
- Dolly Dots - (Tell it all about) Boys
- Theo Vaness - As long as it's love
- A la Carte - When the boys come home
- Tina Turner - Root, toot, undisputable Rock 'n' Roller
- New Riders of the Purple Sage - Hello Mary Lou (Oldie: Mai 1972)
- Boney M. - Gotta go home

Musikladen 48
30.08.1979 (Live IFA Berlin)
- Teenager - Birthday
- Al Hudson & The Partners - You can do it
- Moulin Rouge - Lonely days
- Patrick Hernandez & Hervé Tholance - Back to Boogie
- Nick Straker Band - Walk in the park
- Smokie - Do to me
- Ritchie Family - Where are the men
- Linda Clifford - Bridge over troubled water
- Ebony - The Locomotion
- Clout - Under fire
- Luv' - Eeny meeny miny moe
- Cheetah - Deeper than love
- Karen Cheryl - Show me you're man enough
- Terry Jacks - Seasons in the sun (Oldie: Musikladen Mrz. 1974)
- Hansje - Automobile

Musikladen 49
18.10.1979
- 2plus1 - Easy come, easy go
- Debbie Jacobs - Undercover lover
- Sister sledge - Lost in music
- Chic - My forbidden lover
- Suzi Quatro - She's in love with you
- Chilly - Come to L.A.
- Motels - Closets & bullets
- Sylvie Vartan - I don't want the night to end
- Wilson Pickett - Groove city
- Lene Lovich - Bird song
- Bette Midler - My knight in black leather
- The Who - Pictures of Lilly (Oldie: Apr. 1967)
- Dschinghis Khan - Rocking son of Dschinghis Khan (English version)

Musikladen 50
13.12.1979
- Showaddywaddy - A night at Daddy Gees
- Ritchie Family - Put your feet to the beat
- Lew Lewis Reformer - Win or loose
- Luis Fernandez - Dead end street
- Charlie Daniels Band - The devil went down to Georgia
- Bonnie Tyler - I believe in your sweet love
- Cherie & Marie Currie - Since you've been gone
- Village People - Ready for the '80s
- Lena Martell - One day at a time
- Robert Palmer - What's it take
- Luv' - Ooh, yes I do
- Sheila B. Devotion - Spacer
- Clout - Oowatanite
- Boney M. - I'm born again
- Tim Curry - I do the Rock
- Scott McKenzie - San Francisco (Oldie: Beat Club 1967)
- Racey - Such a night

Musikladen 51
17.01.1980
- Citizen Band - Spirit in the sky
- Emily Woods - Ak-shun
- Gibson Brothers - Que sera mi vida
- Madness - One step beyond
- Babe - Wonderboy
- Monotones - Mono
- Sugarhill Gang - Rapper's delight
- Rachel Sweet - Baby let's play house
- Specials - A message to you Rudi
- Fiddler's Delight - Day trip to Bangor
- Marianne Faithfull - The ballad of Lucy Jordan
- Earth + Fire - Weekend
- Angie Bee - Plastic doll
- A la Carte - Doctor, doctor
- Citizen Gang - Womanly way
- Ike + Tina Turner - Nutbush city limits (Oldie: Dez. 1973)
- Matchbox - Rockabilly rebel

Musikladen 52
10.04.1980
- Ebony - Everything will turn out fine
- Renee - If you want to be a rock 'n' roller
- Charlie Dore - Pilot of the airwaves
- Boney M. - I see a boat on the river
- Clout - Portable radio
- Herman Brood and his Wild Romance - Hot shot
- Joe Bataan - Rap-o clap-o
- The Police - So lonely
- Veterans - There ain't age for Rock 'n' Roll
- Bellamy Brothers - Dancin' cowboys
- Kenny Rogers - Coward of the county (Video)
- Luv' - Ann-Maria
- New Musik - Living by numbers
- The Knack - I want ya
- Godley & Creme - An Englishman in New York
- Marti Webb - Take that look off your face
- Typically Tropical - Barbados (Oldie: Okt. 1975)
- Matchbox - Buzz buzz a diddle it

Musikladen 53
22.05.1980
- The Boys - You better move on
- Suzanne Fellini - Love on the phone
- Garland Jeffreys - Matador
- The Vapours - Turning Japanese
- Maywood - Mother how are you today?
- The Monkees - Daydream believer (Video)
- Desmond Dekker - Israelites 1980
- Barbara Dickson - January, February
- Sky - Toccata
- Captain & Tennille - Do that to me one more time
- Singing Blue Jeans - Whole lotta trouble
- Dalida - Il faut danser Reggae
- Dave Dee & Co. - Zabadak (Oldie: Beat Club Nov. 1967)
- Eruption - Go Johnny go

Musikladen 54
19.06.1980
- A la Carte - Do wah diddy diddy
- Gibson Brothers - Mariana
- The Days - Teacher, teacher
- Oscar Harris - Song for the children
- Matchbox - Midnite dynamos
- Jona Lewie - Kitchen at parties
- Jimmy Ruffin - Hold on to my love
- Paul McCartney - Coming up (Video)
- Pretenders - Brass in pocket
- Marian Faithful - Broken English
- Roxy Music - Over you
- Lipps Inc. - Funkytown
- Johnny Cash - Sunday morning coming down (Oldie: 1972)
- Showaddywaddy - Always & ever

Musikladen 55
11.09.1980
- Arabesque - Take me don't break me
- Odyssey - Use it up and wear it out
- Saragossa Band - Ginger red
- Precious Wilson - Cry to me
- Ami Stewart & Johnny Bristol - My guy - my girl
- Boney M. - Children of paradise
- Sugar & The Lollipops - I can dance
- David Bowie - Ashes to Ashes (Video)
- Monotones - Zero to zero
- Maywood - Late at night
- Hoyt Axton - Della and the dealer
- Carlene Carter & Dave Edmunds - Baby ride easy
- Judge Dread - Big six
- Isetta Preston - Woman behind the man
- Marti Webb - Your ears should be burning now
- Small Faces - Tin soldier (Oldie: Beat Club Dez. 1967)
- Cliff Richard - Dreamin'
- The Piranhas - Tom Hark

Musikladen 56
09.10.1980
- The Brothers Johnson - Light up the night
- Dr. Feelgood - No mo do yakomo
- Hazel O'Connor - Eighth day
- Roxy Music - Oh year
- Smokie - Run to me
- Bibi Andersen - Call me lady Champagne
- The Pinups - New Wave lover
- Jona Lewie - Big shot
- Shakin' Stevens - Marie, Marie
- Babe - The kiss
- Kelly Marie - Feels like I'm in love
- ABBA - Waterloo (Oldie: 1974)
- The Beatles - Penny Lane
- Dolly Dots - Hela-di-ladi-lo

Musikladen 57
13.11.1980
- Weltons - Sweet Rock 'n' Roller
- Kool and The Gang - Celebration
- Matchbox - When you ask about love
- Ebony - Reflections
- Luv' - My number one
- Dr. Hook - Girls can get it
- Boomtown Rats - Banana republic
- Gibson Brothers - Latin America
- Rod Stewart - Passion
- Clout - The best of me
- Showaddywaddy - Why do lovers break each other's heart
- Dave Dudley - George and the Northwoods
- Billy Swan - I can help (Oldie: 1974)
- BZN - Rockin' the trolls

Musikladen 58
11.12.1980
- Silvio - I'm your son, South America
- The Block - Dance all night
- Teddy Girls - Mama
- Barclay James Harvest - Life is for living
- Maywood - Give me back my love
- Kelly Marie - Loving just for fun
- Sean Tyla - Breakfast in marin (Video)
- Bellamy Brothers - Lovers live longer
- Sommerset - Mi amor
- Hoyt Axton - A rusty old halo
- Telly Savalas - Some broken hearts never mend
- Bad Manners - Special brew
- Boney M. - Felicidad
- John Lennon - Give peace a chance (Video)

Musikladen 59
15.01.1981
- The Days - Stick in between
- The Gap Band - Burn rubber
- Chrissy - Mark my words
- Saskia & Serge - Mama he's a soldier now
- Bisquit - Roller Boogie
- Arabesque - Marigot bay
- The Shadows - Equinoxe (Part V)
- Motörhead - Ace of Spades
- Queen - Flash
- Rettore - Kobra
- Darts - Peaches
- David Dundas - Jeans on (Oldie: Musikladen Sep. 1976)
- Joe «King» Carrasco & The Crowns - Buena

Musikladen 60
12.02.1981
- Hot Shot - Fire in the night
- Coast to Coast - (Do) the Hucklebuck
- La Toya Jackson - If you feel the funk
- Robert Palmer - Looking for clues
- Rod Stewart - Oh god, I wish I was home tonight
- Doris D. & The Pins - Shine up
- Lio - Amoureux solitaires
- Visage - Fade to grey
- Tenpole Tudor - 3 bells in a row
- Emmylou Harris - Mister Sandman
- Status Quo - Lies
- Andy Gibb - Time is time
- The Yankees - Halbstark (Oldie: Beat Club 1965)
- Suzi Quatro - Glad all over

Musikladen 61
19.03.1981
- The Look - I am the beat
- Kelly Marie - Hot love
- Le Angeli - Easy loving, easy living
- Eruption - Runaway
- Billy Preston - Hope
- Sister Sledge - All American girls
- Roger Whittaker - Don't fight
- Steve Winwood - While you see a chance (Video)
- Kim Wilde - Kids in America
- Telly Savalas - Sweet surprise
- Maywood - Distant love
- The Police - De dododo de dadada
- Donovan - Atlantis (Oldie: Beat Club Mar. 1969)
- Joe Dolce - Shaddap you face

Musikladen 62
30.04.1981
- Matchbox - Babe's in the wood
- Bonnie Jack - Hey, Mary Ann
- Hazel O' Connor - Writing on the wall
- Pam Rose - The book of you and me
- The Fools - Running scared
- Linda Williams - I'm the lady
- Mike Oldfield - Wonderful land (Video)
- Motör Headgirl School - Please don't touch
- Trix - Fantasy
- James Brown - Rapp payback
- Dolly Dots - Leila
- The Who - Substitute (Oldie: 1966)
- Shakin' Stevens - This ole house

Musikladen 63
04.06.1981
- The Duanes - You can't keep hangin' on
- Honey Pipers - Sunday night, Monday night
- Yvonne Wilkins - The melody plays
- Ricchi & Poveri - Sara perche ti amo
- Fisher-Z - Marliese
- The Tubes - Talk to ya later
- Kim Wilde - Chequered love
- Commander Cody - Lose it tonight
- Boney M. - Consuela Biaz
- Lady J. Dalton - Hillbilly girl with the Blues
- Hoyt Axton - Evangelina
- Loretta Goggi - Caldetta Primavera
- Baccara - Colorado
- Dire Straits - Romeo & Juliet (Video)
- Tenpole Tudor - Swords of a 1000 men
- Pat Boone - (Medley)
- Gene Pitney - Something's gotten hold of my heart (Oldie)
- Sugar & The Lollipops - Dancing dynamo

Musikladen 64
10.09.1981
- Coast to Coast - Let's jump the broomstick
- Odyssey - Going back to my roots
- Arabesque - In For A Penny
- Hot Shot - I'm on fire
- Slade - We'll bring the house down
- Doll By Doll - Main travelled roads
- Toyah - I want to be free
- Ronnie Spector - Darlin'
- Shakin' Stevens - Green door
- Rocky Sharpe & The Replays - Never be anyone else but you
- Helen Schneider & The Kick - Rock 'n' Roll gipsy
- Motörhead - Motorhead
- ELO - Hold on tight
- Kirsty MacColl - There's a guy works down the chip shop, swears he's Elvis
- Pussycat - Teenage queeny
- Maywood - Rio
- Trix - C'est la vie
- Kim Wilde - Water on glass
- Get Wet - Just so lonely
- Le Angeli - Hello, Mr. Businessman
- Heidi Brühl - You are a part of my heart
- Telly Savalas - Lovin' understandin' man
- Rod Stewart - Tonight's the night (Oldie: Mai 1976)
- Matchbox - Love's made a fool of you
- Freddy Cannon - Way down yonder in New Orleyns

Musikladen 65
15.10.1981
- Ribbons & Lace - You're not like anyone
- Spargo - Just for you
- Dolly Dots - P.S.
- Juan Pardo - No me hables
- Al Bano & Romina Power - Sharazan
- Rachel Sweet - ...And then he kissed me / Be my baby
- Adam & The Ants - Prince charming (Video)
- Sheila - Little darlin'
- Kool and the Gang - Take my heart
- Olivia Newton-John - Physical
- Cliff Richard - Wired for sound
- ABBA - S.O.S (Oldie: Musikladen August 1975)
- Bad Manners - Cancan

Musikladen 66
19.11.1981
- Liza Donesan - Do you love me
- Larry Gatlin & The Gatlin Brothers Band - She used to sing on Sunday
- Calamity Jane - Love wheel
- Freddy Quinn - Get me back to Tennessee
- Bobby Bare - Take me as I am
- Ray Charles - Your cheatin' heart
- Lacy J. Dalton - Wild turkey
- Mary Ann Hart - Tell me why
- Ronnie McDowell - Older women
- Little River Band - The night owls
- Doris D. & The Pins - The mavellous marionettes
- Diana Ross - Why do fools fall in love (Video)
- Johnny Cash - A boy named sue (Oldie)
- Trini Lopez - Trini's tunes

Musikladen 67
17.12.1981
- Crazy Cavan & The Rythm Rockers - Put a light in the window
- Gibson Brothers - Quartier Latin
- Nicky Onidis - Can you light me fire
- John Watts Band - In a different language
- Mink De Ville - Love and emotion
- Melissa - Be my doctor in love affairs
- Altered Images - Happy birthday
- Shakin' Stevens - It's raining
- Aneka - Little lady
- Rondo Veneziano - San Marco
- Kim Wilde - Cambodia
- Zager & Evans - In the year 2525 (Oldie: Beat Club 1969)
- The Tremeloes - Tremedley

Musikladen 68
21.01.1982
- A la Carte - Viva torero
- Precious Wilson - I need you
- Keith Marshall - Let me rock you
- JoAnna Forte - Jimi's Hifi
- Jasmine - Boing-boing
- Ricchi & Poveri - M'innamoro di te
- Isetta Preston - A soldier died
- Galactic Nomads - Jupiter
- Alvin Stardust - A wonderful time up there
- The Four Tops - Don't walk away
- Heidi Brühl - No ties no tears
- Bonnie Tyler - Lost in France (Oldie: Musikladen Feb. 1977)
- Saragossa Band - Dance with the Saragossa Band on 45

Musikladen 69
11.03.1982
- Rising Sun - Atlantis town
- Kay Cee Bang - Let the good times Roll
- Anne Bertucci - I'm number one
- Al Bano & Romina Power - Felicita
- Toyah - It's a mistery
- Kelly Groucutt - Oh, little darling
- Slade - Rock And Roll preacher
- Mobiles - Drowning in Berlin (Video)
- Emmylou Harris - Rose of Cimarron
- Tight Fit - The lion sleeps tonight
- Olivia Newton-John - Make a move on me
- Babe - I'm a Rock machine
- Boney M. - Daddy cool (Oldie Musikladen Sep. 1976)
- Long Tall Ernie & The Shakers - Alright okay

Musikladen 70
15.04.1982
- Matchbox - 24 hours
- Inner Circle - Something so good
- Altered Images - See those eyes
- Frequencia Mod - Happy everything
- Nona Hendryx - Love is like an itching in my heart
- Shakin' Stevens - Shirley
- Joan Jett & The Blackhearts - I love Rock 'n' Roll
- Orchestral Manoeuvres in the Dark - Maid of Orleans (Video)
- Melanie - Foolin' yourself
- Kim Wilde - View from a bridge
- Bill Wyman - A new fashion
- Peter Skellern - You're a lady (Oldie: Musikladen 1973)
- Dolly Dots - S.T.O.P.

Musikladen 71
20.05.1982
- The Dots - Helen in your headphones
- Gammarock - Fool around
- Blanchard - Bobo Rock
- Don Williams - Listen to the radio
- A Flock Of Seagulls - I ran
- Brian Chapman - I'd love to want me
- Spargo - Hip hap hop
- Aneka - Ooh shooby doo doo lang
- Fay Ray - Heat wave
- The Boomtown Rats - House on fire
- Gigi Garner - Heatbraker
- ABBA - Dancing queen (Oldie: Musikladen Aug. 1976)
- Tight Fit - Fantasy island

Musikladen 72
24.06.1982
- Doris D. & The Pins - Jamaica
- K.I.D. - I wanna piece of the action
- Mary Ann Heart - But I might tonight
- Nancy Wood - Turn your love light on
- Bananarama & Fun Boy Three - Really saying something
- Adam Ant - Goody two shoes (Video)
- Joan Jett & The Blackhearts - Crimson and clover
- Sibylle Rauch - So long, good bye
- David Christie - Saddle up
- Helen Schneider With The Kicks - Hot summer nights
- Arabesque - Tall story teller
- Sabado Domingo - Manos ariba
- Hollies - Sorry Suzanne (Oldie: Beat Club 1969)
- James Lloyd - Limbo la la

Musikladen 75
30.09.1982
- Avant Garde - Seven days
- The Belle Stars - The clapping song
- Altered Images - Song sung blue
- Rosanna Fratello - ...Se t'amo t'amo
- Edward Reekers - The words to say I love you
- Bow Wow Wow - I want candy
- Natasha - Iko iko
- Traks - Long train running
- Gazebo - Masterpiece
- June Lodge & Prince Mohammed - Someone loves you honey
- Kool and The Gang - Big fun
- Ricchi & Poveri - Piccolo amore
- Tommy Overstreet - Jesus saves
- Haysi Fantayzee - John wayne is big leggy
- Joan Jett & The Blackhearts - Do you wanna touch me
- Schneider With The Kick - Piece of my heart
- F. R. Davids - Words
- Kim Carnes - Voyeur
- Albert Hammond - It never rains in Southern California (Oldie: 1973)
- Cliff Richard - It has to be you, it has to be me

Musikladen 76
11.11.1982
- Joge & The Kazoo Band - Kazoo Kazoo
- Spargo - So funny
- Musical Youth - Pass the Dutchie (Video)
- Romeo - Marina
- Nicky Onidis - Baby, I love you
- Rondo Veneziano - La Serenissima (Video)
- Salvo - Sogno romantico
- The Sneekers - It's all over bar the shoutin'
- Tomas Ledin & Agnetha Fältskog - Never again
- Culture Club - Do you really want to hurt me
- Frida - To turn the stone
- John Denver - Shanghai breezes
- The Sweet - Teenage rampage (Oldie)
- Shakin' Stevens - I'll be satisfied

Musikladen 77
10.02.1983
- Haysi Fantayzee - Shiny, shiny
- Wham! - Young guns (Go for it)
- Melba Moore - Love's comin' at ya
- Ricchi E Poveri - Mamma Maria
- A la Carte - Radio
- Yazoo - The other side of love (Video)
- Janet Jacksonová - Young love
- Earth & Fire - Twenty four hours
- David Christie - Our time has come
- Toni Basil - Mickey (Video)
- Matchbox & Kirsty MacColl - I want out
- Kool & The Gang - Ooh la la
- The Casuals - Jesamine (Oldie: 1968)
- Saragossa Band - Za za zabadak

Musikladen 78
17.03.1983
- Johnnie Allan - Promised land
- Frankie Smith - Yo yo-champ
- Al Bano & Romina Power - Che angelo sei
- Madness - Tomorrow's just another day
- Missing Persons - Destination unknown
- Renee & Renato - Just one more kiss
- Mike Batt - Love makes you crazy (Video)
- Imagination - Changes
- Bucks Fizz - If you can't stand the heat
- The Weather Girls - It's raining men (Video)
- Gloria Gaynor - Stop in the name of love
- Joe Cocker & Jennifer Warnes - Up where we belong (Live)
- Sheila & B. Devotion - Singing in the rain (Oldie: Musikladen 1978)
- Shakin' Stevens - Your ma said you cried...

Musikladen 79
21.04.1983
- La Compagnie Creole - Love is good for you
- Claudja Barry - Work me over
- Gino Palatino - Vendetta a Parigi
- Gloria Piedimonte - Ma che bella serata
- Freddie Manderia - Mr. Lonely
- Traks - Get ready
- Laura Branigan - Solitaire
- Tracey Ullman - Breakaway
- Robin Gibb - Juliet
- Sister Sledge - Let him go
- Phil Collins - I don't care anymore
- ABBA - Fernando (Oldie: Musikladen 1976)
- Rocky Sharp & The Replays - If you wanna be happy

Musikladen 80
09.06.1983
- Luis Rodriguez - Niña
- Key West - Wanna groove
- Hot Shot - I can't stand it no more
- Hotline - Feel so strong
- Joboxers - Just got lucky
- Nona Hendryx - Keep it confidential
- Nick Lowe - Ragin' eyes
- Del Shannon - Cheap love
- Agnetha Fältskog - The heat is on
- OMD - Telegraph
- Amanda Lear - Darkness and light
- Rod Stewart - Baby Jane
- La Bionda - One for you, one for me (Oldie: Musikladen 1978)
- The Shorts - Comment ça va

Musikladen 81
21.07.1983 (Best of '82/'83)
- Ricchi E Poveri - Mamma Maria
- Al Bano & Romina Power - Felicita
- Wham! - Young guns (go for it)
- Kool & The Gang - Ooh la la
- Spargo - Hip hap hop
- Marie LaForet - Blanche nuit de satin
- NENA - Nur geträumt
- Culture Club - Do you really want to hurt me
- Haysi Fantayzee - Shiny, shiny
- A Flock Of Seagulls - I ran
- Robin Gibb - Juliet
- Phil Collins - I don't care anymore
- Joe Cocker & Jennifer Warnes - Up where we belong
- Joan Jett & The Blackhearts - I love Rock 'n' Roll
- Shakin' Stevens - I'll be satisfied
- Rod Stewart - Baby Jane
- Agnetha Fältskog - The heat is on
- The Shorts - Comment ça va

Musikladen 82
08.09.1983 (Live IFA Berlin)
- The Twins - Not the loving kind
- Joan Jett & The Blackhearts - Fake friends
- Nancy Wood - Lyin'-chatin'-woman chasin'-honky tonkin'-whiskey drinkin' you
- Boney M. - Jambo
- Rose Laurens - Mamy Yoko
- Stray Cats - Sexy & 17
- Danovak & Co. - What have you done to my heart?
- Christopher Cross - Deal 'em again
- Berdien Stenberg - Rondo Russo
- The Bee Gees - Someone belonging to someone
- Robin Gibb - Another lonely night in New York
- Roman Holliday - Motor mania
- Grace Jones - La vie en rose
- Dave Dudley - When my blue moon turns to gold again
- Rita Coolidge - All time high
- Bucks Fizz - London town
- Gloria Gaynor - America
- Rod Stewart - What am I gonna do
- Barry Manilow - You're lookin' hot tonight
- Village People - Y.M.C.A (Oldie: Musikladen 1978)
- Status Quo - Ol' Rag Blues

Musikladen 83
06.10.1983
- Alice & The Wonderboy - Don't tell me this is love
- The Belle Stars - The entertainer
- Enzo - Solo
- Jennifer Rush - Come give me your hand
- Babe - (Don't you ever) Shop around
- Eartha Kitt - Where is my man
- Waylon Jennings - Cold hearted woman
- Donna Summer - She works hard for the money
- Joe South - Games people play (Oldie: 1969)
- David Christie - Rally down to Sally's

Musikladen 84
15.12.1983
- G'Race - Manhattan
- Musical Youth - 007
- Howard Joney - New song
- Trans-X - Message on the radio
- Berdien Stenberg - Allegro
- The Broads - Sing sing sing
- Bao Bab - N.O. J.O.B.
- Scialpi - Rocking Rolling
- Rheingold - Via Satellit
- Booker Newberry III - Teddy bear
- Robin Gibb - How old are you?
- Helen Schneider With The Kick - White turning black
- Jeanette - ¿Porque te vas? (Oldie: Musikladen 1977)
- G'Race - Manhattan

Musikladen 85
26.01.1984
- Novo - Extremix
- Randy Crawford - Nightline
- Electric Boogie Men - Breakdancing
- Peter Schneider - Hawaiian moonlight
- Phillip Goodhand-Tait - He'll have to go
- Patto - Black and White
- Mink de Ville - Each word's a beat of my heart
- Heinz Rudolf Kunze - Sicherheitsdienst (Video)
- Jack Jersey - 63784
- Kirsty MacColl - Terry
- Pat Benatar - Love is a battlefield (über Satellit aus Los Angeles)
- Frankie Goes To Hollywood - Relax
- Linsey de Paul - Sugar me (Oldie: 1972)
- V.O.F. De Kunst - Suzanne

Musikladen 86
03.05.1984
- Race - Rockaway
- 84 Ahead - Get on up
- The Twins - Love system
- Limahl - Too much trouble
- Sensus - Sensus (Musikladen-Video)
- Bonnie Tyler - Holding out for a hero
- Flavia Fortunato - Aspettami ogni sera
- Bel Ami - Du machst mich verrückt
- Jennifer Rush - 25 lovers
- Rock Steady Crew - Uprock
- Charlene Tilton - C'est la vie
- Raffaela Carrà - Tanti auguri (Oldie: 1978)
- Frankie Goes To Hollywood - Two tribes

Musikladen 87
21.06.1984
- Gemini - Magdalena
- Anna Rusticano - Strano
- D.I.A. - Passion play
- Twisted Sister - We're not gonna take it
- Moti Special - Stop! Girls go crazy
- Makromad - Tausend Tage Fete
- Talk Talk - Such a shame
- Deniece Williams - Let's hear it for the boy
- Rick Springfield - Love somebody
- Thompson Twins - The gap
- DÖF - Uh-uh-uh mir bleibt die Luft weg
- Clout - Substitute (Oldie: Musikladen 1978)
- Heather Parisi - Ciao ciao

Musikladen 88
17.07.1984
- The Tramps - Move
- Valerie Claire - I'm a model
- Shannon - Sweet somebody
- Tomas Ledin - Everybody wants to hear it
- Münchener Freiheit - Oh Baby
- Belle and the Devotions - Love games
- London Aircraaft - Rocket in my pocket
- Spandau Ballet - Only when you leave
- O.M.D. - Talking loud and clear
- Rhonda - Racing heart
- Sheila E. - The glamorous life
- The Equals - Police on my back (Oldie: 1967)
- Evelyn Thomas - High energy

Musikladen 89
20.09.1984
- Fiat Lux - Blue emotion
- Talk talk - Another work
- Depeche Mode - Master and servant
- Johan Daansen - Deadly game
- Savage Progress - Heart begin to beat
- Frida - Shine
- Robin Gibb - Secret agent
- Sensus - All of a sudden
- Jennifer Rush - Ring of fire
- Ultravox - Heart of the country
- Rick Springfield - Don't walk away
- Boney M. - Kalimba de luna
- The Beatles - Ballad of John & Yoko (Oldie: Video 1969)
- Chico Johnson - Hula hoop

Musikladen 90
29.11.1984
- Supermax - Number one in my heart
- Shakatak - Watching you
- Robert Vanguard - Angel eyes
- Gary Chandler - Dancing in heaven
- Billy Ocean - European queen
- Bananarama - Hotline to heaven
- Limahl - Tar beach
- The Twins - The game of chance
- Ricchi & Poveri - Cosa sei
- Eddy Grant - Boys in the street
- Bad Boys Blue - L.O.V.E. in my car
- Maria Vidal - Body Rock
- Ray Charles - Eleanor Rigby (Oldie)
- Duran Duran - The wild boys
- Band Aid - Do they know it's Christmas (Video)